# Men of War: Assault Squad
Men of War: Assault Squad ( em russo:  В тылу врага 2: Штурм , ou Behind Enemy Lines 2: Storm), é um jogo de tática/estratégia em tempo real ambientado durante a Segunda Guerra Mundial.

## Desenvolvimento
No desenvolvimento de Assault Squad, decidiu-se focar mais na parte da infantaria do jogo. O jogo adiciona 15 novas missões, gráficos aprimorados, Grã-Bretanha e Japão como novas facções e algumas novas unidades. Havia também um nome temporário, onde A4 era o nome do projeto durante o desenvolvimento (Men of War é A3).
Em 27 de abril de 2011, a Digitalmindsoft(DMS) lançou o primeiro DLC oficial para a série Men of War. O MP Supply Pack Alpha apresenta cinco mapas multijogador para Men of War: Assault Squad.
Antes do lançamento, o jogo passou por uma fase exclusiva de testes via pagamento. Após vários meses de testes, a DMS ofereceu um beta aberto caso o grupo da comunidade de Men of War: Assault Squad no Steam do chegasse a 10.000 jogadores. A meta foi alcançada e o jogo foi lançado em beta aberto. Depois que o primeiro beta terminou, a DMS ofereceu outro beta aberto antes do lançamento se o grupo no Steam atingisse 20.000 jogadores. O segundo beta foi aberto e ficou disponível até o jogo ser lançado.

## Jogabilidade
Assault Squad é principalmente um jogo de tática em tempo real, mas se inclina mais para o RTS do que seus predecessores devido à ausência de qualquer mapa(ou cenário) com a mecânica de "força fixa" (ou seja, sem reforços). O jogo preza por uma simulação complexa que rastreia munição, combustível, inventários para cada unidade, cobertura e linha de visão, combate de tanque com penetração e deflexão de projéteis, campo de visão e mais fatores.
Embora Assault Squad seja voltado para o modo multijogador, o novo modo cooperativo pode ser jogado offline sem um outro jogador.
Como nos jogos anteriores da série, Assault Squad inclui um recurso de "controle direto" que permite ao jogador assumir o controle de qualquer unidade. Isso permite um controle preciso durante tiroteios, como ativar granadas antes de lançá-las ou apontar para partes específicas de um tanque.
O modo multiplayer usa o GameSpy e possui um sistema de classificação Elo integrado. As partidas multiplayer podem ocorrer em dezenas de mapas e entre as cinco facções do jogo. Novos mapas multijogador foram lançados como DLC.

### Combate de Infantaria
Cada soldado em Men of War é uma unidade autônoma controlável pelo jogador por meio de um controle de estratégia em tempo real tradicional ou por meio de controle direto. Cada soldado possui um inventário que consiste em munições, armas e equipamentos. Enquanto um atirador pode ter uma única granada, tropas de elite como Rangers ou Panzergrenadiers, podem ter um par de granadas antitanque e várias granadas antipessoal, bem como equipamentos avançados como rifles antitanque ou dinamite. Equipamentos e armas podem ser coletados de soldados mortos ou do chão, ou também podem ser transferidos entre unidades.
O jogo apresenta um sofisticado combate baseado em cobertura, bem como sacos de areia implantáveis e armamento de apoio. A infantaria pode se proteger e, como o ambiente bloqueará a linha de visão e os projéteis, fazer emboscadas ou fazer a fortificação de pontos estratégicos como pontes ou praças oferecem uma vantagem tática.
Cada uma das cinco facções tem diferentes esquadrões de infantaria, bem como várias unidades de infantaria de apoio, como lança-chamas, atiradores de elite, esquadrões de minas e especialistas anti-tanque.

### Mecânica dos Tanques
Assault Squad apresenta um sistema de impacto realista para blindagem de tanques e veículos. Cada arma no jogo tem seus próprios valores e características individuais de penetração de superfícies. Como os projéteis irão interagir com a blindagem no impacto depende do alcance, ângulo e força do tiro, junto com muitos outros fatores decisivos. Os projéteis também são capazes de penetrar em vários veículos ou ricochetear e causar danos colaterais.
Ao contrário de muitos outros jogos, os tanques não têm uma barra indicando pontos de saúde, eles são separados em partes. Um projétil na torreta, se penetrada, pode danificá-la gravemente e desativar sua rotação. Se a arma estiver danificada, o tanque não poderá disparar, enquanto um tiro no motor pode resultar em um incêndio que queimará o tanque. Os tanques também podem perder os trilhos, e ficarem sem poder se mover, ou simplesmente receber disparos no casco, o que pode ferir ou matar membros da tripulação.
Dependendo do tamanho do projétil disparado e do acaso, um tiro pode danificar um tanque a ponto de a tripulação abandoná-lo. Se o casco de um tanque não tiver sido destruído, o proprietário do tanque ou o inimigo pode consertar o tanque.

### Outras unidades de apoio
Como a maioria dos outros RTS, também existem recursos fora do mapa, como ataques aéreos e de artilharia que podem ser chamados em posições inimigas se o jogador tiver adquirido pontos suficientes, esses ataques poderosos têm um tempo de recarga para evitar o uso excessivo pelo jogador, e certos ataques, como ataques aéreos, podem ser combatidos tanto pela IA inimiga quanto por jogadores hostis pelo uso de unidades antiaéreas.

## Outras características
O jogo apresenta cinco facções com unidades, especialidades, pontos fortes e fracos exclusivos. As facções de Assault Squad são o Exército dos Estados Unidos, o Exército Imperial Japonês, a Wehrmacht Alemã, as Forças da Commonwealth Britânica e o Exército Vermelho Soviético, cada um com sua própria campanha. Cada nação também possui habilidades especiais ou unidades exclusivas de "elite"; as forças americanas podem convocar grandes ataques aéreos, os britânicos têm acesso a unidades SAS, os japoneses podem gerar um grande número de tanques leves e assim por diante.

## Recepção
O jogo tem uma nota média de 77/100 com base em 21 análises críticas no Metacritic. Brett Todd da GameSpot deu ao jogo 8 de 10, elogiando sua inteligência artificial forte, brilhante e agressiva.

## Mods
Assim como os títulos anteriores da série Men of War, Men of War: Assault Squad gerou um grande número de mods e addons. A maioria das adições ao jogo são hospedadas no Mod DB.